# Виставка АГРО
Виставка АГРО — міжнародна агропромислова виставка. Проходить щорічно в Києві, на території Національного Комплексу «Експоцентр України» (проспект Академіка Глушкова, 1, ВДНГ). AGRO 2022 відбудеться з 7 по 10 червня. 

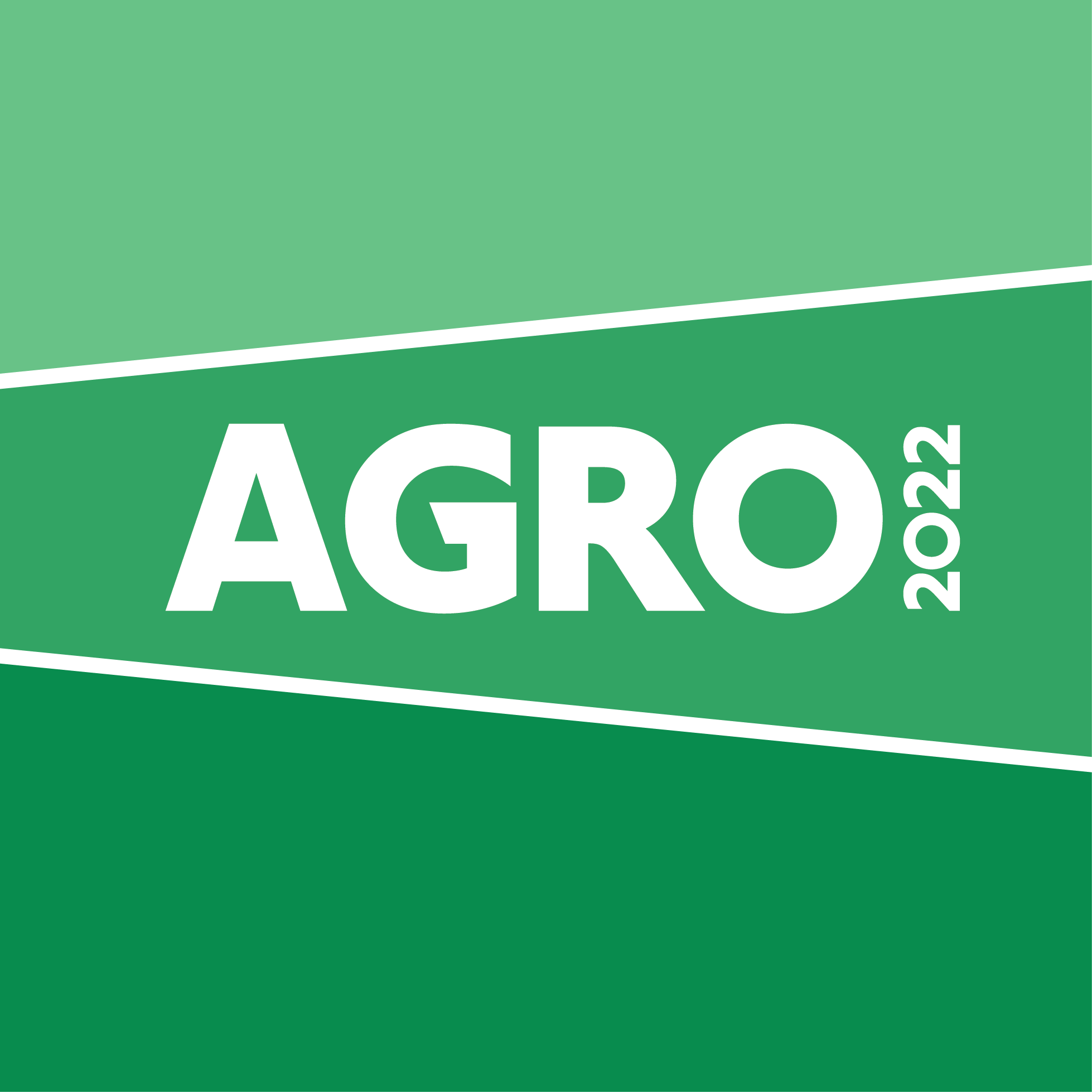

Організатор: Команда AGRO.   ТОВ "ТД "Промфінінвест" 
Офіційна веб сторінка виставки: https://agroexpo.in.ua/ [Архівовано 28 листопада 2020 у Wayback Machine.]
В 2018 році відбулась 30-та, ювілейна виставка АГРО-2018.
В рамках виставки будуть проходити наступні спеціалізовані виставки:
- ExpoAgroTech — сільськогосподарська техніка, обладнання і запасні частини;
- Біопаливо — відновлювальні джерела енергії;
- Hi-Tech Агро — автоматизація, керування альтернативною енергетикою, GPS і GIS-технології;
- Organic — органічні продукти, засоби і технології;
- Animal'EX — свійські тварини, ветеринарія і товари для тваринництва;
- Еквісвіт — виставка конярства та кінного спорту;
- FishExpo — рибне господарство і рибальство;
- Рослинництво і агрохімія — агротехніка, агрохімія, екологічні продукти і технології, присадибне господарство, садівництво, городництво, рослинництво, теплиці;
- Agro Build-Expo — будівництво: техніка, БМЗ, будівельні матеріали;
- Агро-транспорт і логістика — забезпечення транспортування і зберігання продукції;
- EcoHouse — демонстрація переліку будівельних екологічно чистих матеріалів і технологій;
- Сучасний Фермер — комплексні рішення для невеликих фермерських господарств та приватних землевласників.

Під час роботи виставки традиційно проводяться:
- науково-практичні заходи (конференції, круглі столи, форуми);
- експозиції областей України, в якій беруть участь підприємства харчової промисловості, галузеві заклади, дослідницькі установи та місцеві адміністрації. Експозиція поєднує в собі українські традиції та сучасний розвиток аграрного сектора областей;
- експозиція птиці, великої рогатої худоби та племінних коней

## Історія Агропромислової виставки «АГРО»: На пульсі життя країни

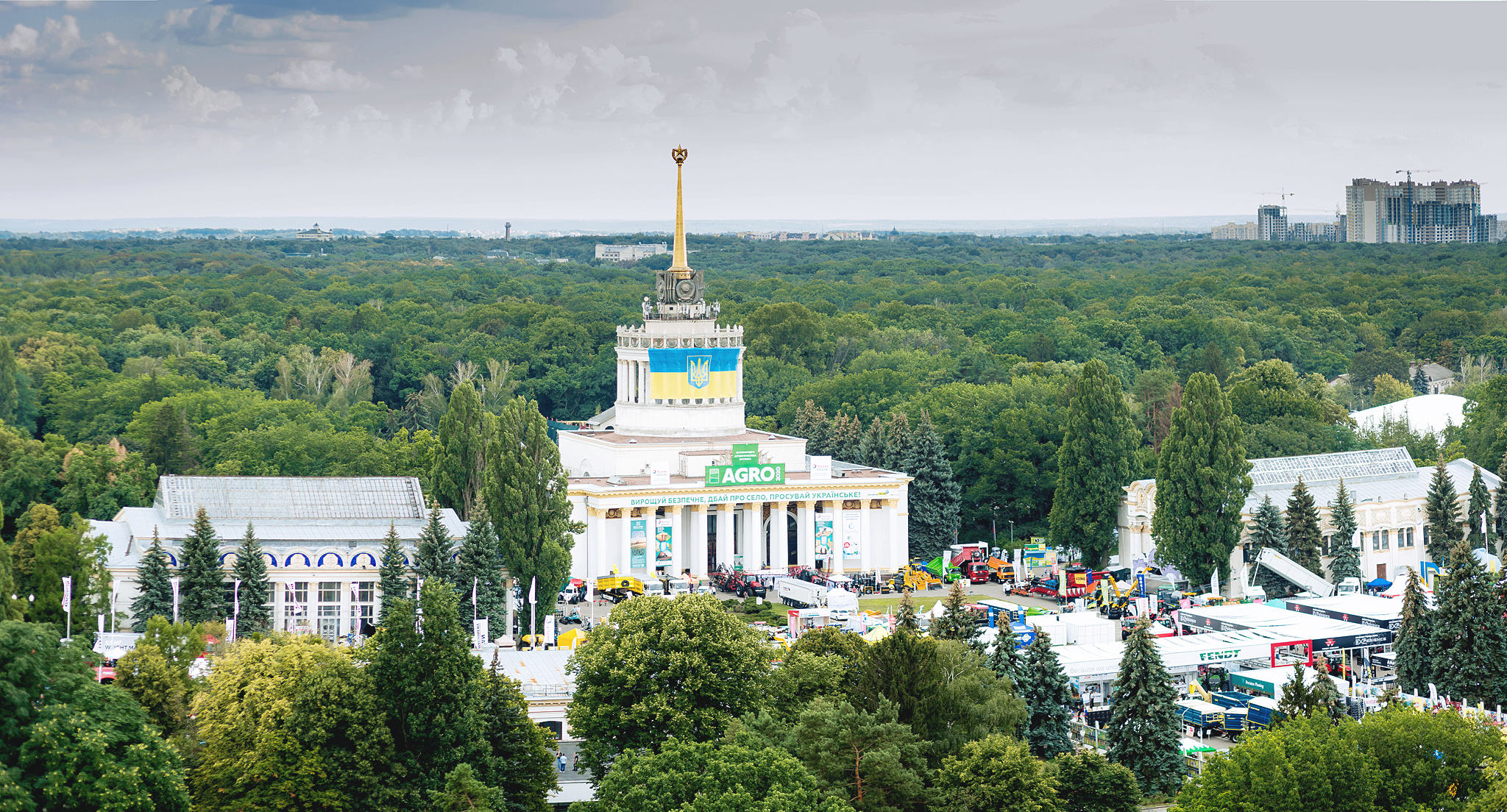

Сільське господарство завжди було, є і буде ключової галуззю економіки України. Сприятливі грунтово-кліматичні умови, родючі землі та працелюбні активні люди безупинно рухають аграрний сектор вперед. Тут використовуються найсучасніші технології та інновації, сюди вкладають кошти інвестори, і багато в чому саме завдяки сільському господарству забезпечується фінансова стабільність та розвиток економіки нашої держави.
Своєю чергою розвиток галузі ґрунтується на регулярному взаємному обміні технологіями, досвідом та напрацюваннями, тобто, на досягненнях великих господарств, фермерів та одноосібників, які працюють у різних регіонах України. Саме тому із самого початку свого заснування виставка «АГРО», яка проводиться в Києві, упевнено завоювала популярність серед постачальників обладнання і ресурсів для сільського господарства, наукових установ та звичайно ж, агровиробників. Сьогодні участь чи відвідання «АГРО» перетворилася вже на справжню традицію та правило хорошого тону для фахівців, що займаються аграрною справою.
…А починалося все ще в далеких 90-х роках в селі Чубинському, розташованому неподалік від Києва. Часи тоді були відверто кажучи не найкращими для сільського господарства. Тривала руйнація старої колгоспної системи, а нові фермерські господарства лишень зводилися на ноги. Цікаво, що перші виставкові заходи «АГРО» могли відбуватися двічі-втричі впродовж року і були по суті експозицією «досягнень народного господарства» разом із проведення ярмарків худоби.
Можна сказати, що виставка «АГРО» розвивалася на одному подиху із розвитком аграрного сектору України, і її розквіт розпочався на початку 2000-х років, який триває і до сьогодні, коли найбільший аграрний форум України знайшов свою домівку на ВДНГ. Зацікавленість аграріїв виставкою зростала із кожним роком, і вона почала стрімко розширюватися.
По мірі розвитку агропромислового сектору України та стрімкого впровадження сучасних технологій «АГРО» впевнено про себе заявила як про найбільш відвідуваний та популярний сільськогосподарський форум України, а згодом – і усієї Східної Європи. Одна за одною додавалися спеціалізовані експозиції, враховуючи зацікавлення профільних виробників та господарств, а також намагання аграріїв відкривати нові напрямки агровиробництва. До того ж, організатори «АГРО» постійно намагалися бути у тренді сучасних тенденцій розвитку аграрного сектору.
Наприклад, 2002 року вперше окремою експозицією була організована спеціалізована виставка сільськогосподарських тварин, ветеринарії та товарів для тваринництва ANIMAL EX-2002. Тоді ж було відкрито окремий павільйон, де представлені практичні досягнення вітчизняних науково-дослідних установ.
Так, скажімо, у 2007 році з метою розвитку та популяризації рибної галузі було вирішено виділити тематичний розділ виставки «Рибне господарство» в окрему спеціалізовану виставку рибного господарства та рибальства FISHEXPO-2007. Своєю чергою загальносвітова тенденція здорожчання традиційних паливних ресурсів спонукала у 2008 році відкрити в рамках виставки ще одну, сьогодні одну із найбільш популярних експозицій – «Біопаливо», присвячену альтернативним способам отримання енергії та енергозбереженню.
Важливо, що в 2011 році на постійній основі в рамках проведення «АГРО» провадиться наймасштабніша спеціалізована експозиція - ЕкспоАгроТех, в якій традиційно беруть участь найпопулярніші виробники техніки вітчизняних та іноземних брендів. На жодному іншому аграрному форумі в Україні не можна водночас оглянути такої великої кількості нових моделей техніки та обладнання сільськогосподарського призначення.
Трохи згодом організатори «АГРО» відзначили стрімке впровадження сучасних технологій в АПК України, запровадивши окрему спеціалізовану виставку Hi-Tech Агро, присвячену точним рішенням та автоматизованим системам в агросекторі.
Для проведення «АГРО» обиралися різні майданчики, зокрема, територію Міжнародного виставкового центру, однак з часом стало зрозуміло, що найбільшим чином для комфортної участі у виставці підходить саме територія Національного комплексу «Експоцентр України» - ВДНГ. Тут вдалося створити оптимальні умови для розміщення однієї із окрас заходу – виставки-продажу тварин та птахів, а також забезпечити чудові умови для роботи та відпочинку усіх без винятку гостей «АГРО».
Робота виставки завжди грунтувалася, так би мовити, на пульсі життя країни. Зокрема, у 2015 році в рамках «АГРО-2015» облаштували павільйон, присвячений антитерористичній операції на Сході України. У павільйоні було представлено засоби індивідуального захисту, машину швидкої допомоги, дитячі малюнки, які волонтери передавали в зону АТО, а також одиниці озброєння, в тому числі легендарний кулемет «Максим», яким обороняли Донецький аеропорт. І невипадково, оскільки саме на аграрні господарства лягає вагома частка допомоги армії, і чимало працівників агросектору беруть участь у захисті нашої Вітчизни.
Взагалі життя країни якомога більш повно відображено в роботі виставки. Наприклад, традиційно один павільйон виділяється під експозиції із досягненнями агропромислового сектору різних областей України.
Впродовж останніх років експозиція «АГРО» поповнилася цілою низкою додаткових спеціалізованих виставок. Це окрема виставка з будівництва Agro Build-Expo, а також відкриті у 2017 році експозиції ECO HOUSE і Сучасний фермер.
Цікаво, що в організації роботи виставки (а це нелегка праця!) і досі, поруч із новим поколінням працівників, беруть участь співробітники, які займалися проведенням найперших виставок.
Тому і вчора, і сьогодні, і сподіваємося, і в майбутньому програма виставки «АГРО» завжди була цікавою та насиченою для учасників та гостей. Змагання трактористів, операторів навантажувачів, перетягування стронгменами тракторів, концернтні програми, демонстрація худоби, ярмарки-продажі, виставки досягнень народних майстрів і просто хороший настрій – тут є все, і що важливо, програма заходу постійно оновлюється та доповнюється.
Традиційно корисною для учасників є ділова програма виставки - практичні семінари, конференції, презентації, круглі столи, в яких беруть участь як топ-менеджери великих агропідприємств, так і дрібні фермери.
Із кожним роком – дедалі цікавіше, оскільки виставка розвивається разом із агросектором!